# Соя, Елена Игоревна
Елена Игоревна Соя (род. 9 ноября 1981, Москва) — российская синхронистка, двукратная чемпионка Европы (1999, 2000), чемпионка Олимпийских игр (2000) в групповых упражнениях. Заслуженный мастер спорта России (2000).
Выступала за Московское городское физкультурно-спортивное объединение. В сборную команду России вошла в 1999 году. Чемпионка Европы 1999 и 2000, обладательница Кубка мира 1999 (в групповых упражнениях). В сентябре 2000 года завоевала золотую медаль Олимпийских игр в Сиднее (группа).
В 2003 году окончила Российскую государственную академию физической культуры.